# Quattro donne e un funerale
 Quattro donne e un funerale (titolo originale: Vier Frauen und ein Todesfall, letteralmente: "Quattro donne e un caso di morte") è una serie televisiva austriaca ideata da Wolf Haas e Annemarie Mitterhofer e prodotta dal 2005 dalla Dor Film. Protagoniste della serie sono le attrici Adele Neuhauser, Brigitte Kren, Martina Poel, Gaby Dohm, Stephanie Japp, Julia Stinshoff, Miriam Stein; altri interpreti principali sono Raimund Wallisch, Nike van der Let e Gerhard Greiner
In Austria la serie è stata trasmessa dall'emittente televisiva ORF dal 17 febbraio 2005 al 19 ottobre 2020.
In Italia è stata trasmessa da Fox Crime a partire dal 3 settembre 2012 e in chiaro da LA7 a partire dal 1º dicembre 2012. L'ottava e la nona stagione sono state trasmesse a partire dal 3 agosto 2018 su Paramount Channel.

## Trama
La serie è ambientata in un tipico villaggio austriaco incastonato nelle alpi e chiamato Dorf-Ilm (le riprese si sono svolte nella cittadina di Faistenau, nelle vicinanze di Salisburgo). Le protagoniste, donne decisamente atipiche, sono quattro amiche che hanno l'hobby di indagare sui casi di morte che si verificano nel loro villaggio e che ritengono "sospette", aiutando così l'inetto e giovane capo della polizia. 
Nel gruppo delle quattro donne ci sono sempre state Julie, Maria e Sabine. La "quarta donna" è stata Henriette nella prima stagione, la quale nel primo episodio della seconda stagione lascia il gruppo per andare in prigione dopo aver commesso un crimine, Mona nella seconda, Lola nella terza e nella quarta, e Pippa, figlia di Julie, dalla quinta all'ottava. 
In seguito alla morte di Andreas nel primo episodio della settima stagione, Toni e Herta rappresentano la polizia durante la settima stagione. 
Nel primo episodio dell'ottava stagione avviene un'inondazione che causa la morte di buona parte degli abitanti di Ilm. Gli abitanti sopravvissuti si trasferiscono quindi a Uber-Ilm, paesino vicino a Ilm. 
Al termine dell'ottava stagione Pippa lascia il paesino per viaggiare con il marito e la figlia. Durante la nona stagione dunque, per la prima e unica volta, il gruppo di quattro donne includerà solo i tre membri originali. 
Durante la nona stagione Maria inizia a soffrire di Alzheimer, Julie sente la voce della figlia Pippa nella sua testa e Sabine vive felicemente con Franzi. 
Nell'ultimo episodio Julie investe due sceneggiatori responsabili della realizzazione di una serie intitolata "le quattro donne del funerale" (o "quattro donne e un funerale"), cerca di insabbiare la cosa, ma fallisce. Alla fine Toni, che si è scoperto essere un agente segreto nel penultimo episodio, uccide tutti. Gli attori si rialzano e ringraziano il pubblico per averli seguiti e sopportati per più di dieci anni, e dichiarano la serie conclusa. 

## Episodi
| Stagione         | Puntate | Prima TV Austria | Prima TV Italia |
| ---------------- | ------- | ---------------- | --------------- |
| Prima stagione   | 10      | 2005             | 2012            |
| Seconda stagione | 8       | 2007             | 2012            |
| Terza stagione   | 6       | 2010             | 2012            |
| Quarta stagione  | 6       | 2012             | 2012            |
| Quinta stagione  | 6       | 2013             | 2016            |
| Sesta stagione   | 8       | 2014             | 2016            |
| Settima stagione | 6       | 2015             | 2016            |
| Ottava stagione  | 8       | 2019             | 2018            |
| Nona stagione    | 8       | 2020             | 2018            |

## Personaggi
| Personaggio               | Attore                 | Stagioni           | Stagioni           | Stagioni           | Stagioni           | Stagioni           | Stagioni           | Stagioni           | Stagioni           | Stagioni           |
| Personaggio               | Attore                 | 1                  | 2                  | 3                  | 4                  | 5                  | 6                  | 7                  | 8                  | 9                  |
| Le "quattro donne"        | Le "quattro donne"     | Le "quattro donne" | Le "quattro donne" | Le "quattro donne" | Le "quattro donne" | Le "quattro donne" | Le "quattro donne" | Le "quattro donne" | Le "quattro donne" | Le "quattro donne" |
| ------------------------- | ---------------------- | ------------------ | ------------------ | ------------------ | ------------------ | ------------------ | ------------------ | ------------------ | ------------------ | ------------------ |
| Julie Zirbner             | Adele Neuhauser        |                    |                    |                    |                    |                    |                    |                    |                    |                    |
| Maria Salchegger          | Brigitte Kren          |                    |                    |                    |                    |                    |                    |                    |                    |                    |
| Sabine Schösswender       | Martina Poel           |                    |                    |                    |                    |                    |                    |                    |                    |                    |
| Henriette Caspar          | Gaby Dohm              |                    |                    |                    |                    |                    |                    |                    |                    |                    |
| Mona Brand                | Stephanie Japp         |                    |                    |                    |                    |                    |                    |                    |                    |                    |
| Lola Brand                | Julia Stinshoff        |                    |                    |                    |                    |                    |                    |                    |                    |                    |
| Pippa Sponring            | Miriam Stein           |                    |                    |                    |                    |                    |                    |                    |                    |                    |
| Altri personaggi          |                        |                    |                    |                    |                    |                    |                    |                    |                    |                    |
| Andreas "Andi" Paulmichl  | Raimund Wallisch       |                    |                    |                    |                    |                    |                    |                    |                    |                    |
| Toni Steiger              | Gerhard Greiner        |                    |                    |                    |                    |                    |                    |                    |                    |                    |
| Franzi Deng               | Michael Ostrowski      |                    |                    |                    |                    |                    |                    |                    |                    |                    |
| Rocco Schösswender        | David Christopher Roth |                    |                    |                    |                    |                    |                    |                    |                    |                    |
| Pepperl Nothdurfter       | Georges Kern           |                    |                    |                    |                    |                    |                    |                    |                    |                    |
| Maria "Mitzi" Nothdurfter | Brigitte Jaufenthaler  |                    |                    |                    |                    |                    |                    |                    |                    |                    |
| Edith Brunner             | Gabriela Schmoll       |                    |                    |                    |                    |                    |                    |                    |                    |                    |
| Valentin Salchegger       | Charly Rabanser        |                    |                    |                    |                    |                    |                    |                    |                    |                    |
| Herta Siegwald            | Angelika Richter       |                    |                    |                    |                    |                    |                    |                    |                    |                    |

## Distribuzione
- Fire kvinder og en begravelse (Danimarca)
- Quatuor pour une enquête (Francia)
- 4 összeesküvő és egy temetés (Ungheria)
- お葬式から事件は始まる (Giappone)
- Cztery kobiety i pogrzeb (Polonia)